# EBX
EBX (англ. Embedded Board eXpandable) — стандартизований форм-фактор комп'ютера.
Цей формат був створений для вбудованих комп'ютерних систем консорціумом Motorola і Ampro. EBX системи зазвичай базуються на вбудованих PowerPC або PowerQUICC.
Системна плата визначається розміром 8 × 5,75 дюйма (203 × 146 мм). Вона включає в себе PC/104-Plus для зв'язку з периферією. Додаткові роз'єми для PCMCIA допускаються.